# Birdman (rapper)
Birdman o Baby, pseudonimo di Bryan Williams (New Orleans, 15 febbraio 1969), è un rapper, produttore discografico e imprenditore statunitense.
In precedenza era conosciuto anche come B-32. È il cofondatore della Cash Money Records e metà del duo Big Tymers. Oltre alle pubblicazioni con i Big Tymers e da solista, Birdman ha registrato un album in collaborazione, oltre che numerosi brani, con Lil Wayne. Secondo la rivista Forbes, ha guadagnato circa quindici milioni di dollari da maggio 2010 a maggio 2011 con un patrimonio netto stimato in oltre $ 100 milioni nel 2011.
Birdman si reputa il padre adottivo di Lil Wayne, non dal punto di vista biologico, ma emotivo.

## Biografia
Bryan Christopher Brooks è nato il 15 febbraio 1969 al Charity Hospital di New Orleans da Johnnie Williams e Gladys Brooks. Per quasi un mese dalla sua nascita non ha avuto un nome, ed è stato soprannominato semplicemente "Baby", soprannome che mantiene fino ai giorni nostri. Il padre non ha firmato il certificato di nascita, il che ha portato Bryan a prendere il cognome di sua madre. Brooks e la sua famiglia vivevano sopra a un bar di proprietà del padre. Sua madre, Gladys, si ammalò e morì nel 1975 quando lui aveva cinque anni. Dopo la morte della madre, Birdman e i suoi fratelli Kim, Ronald e Ray furono accolti dallo zio e trascorsero tre anni a Prince George, nella Columbia Britannica, seguiti da due anni di affido a New Orleans. Dopo che il padre Johnnie venne a sapere che i figli erano stati adottati, a metà degli anni '70 ebbe luogo una lunga battaglia legale che gli permise di ottenere la piena custodia dei figli; in seguito a ciò Bryan prese il cognome di suo padre. Williams e il suo fratellastro Wise iniziarono a commettere rapine e vendettero eroina prima di essere arrestati all'età di 16 anni. A 18 anni, entrambi furono nuovamente arrestati per possesso di droga e condannati a tre anni di detenzione nel centro correttivo di Elayn Hunt. Dopo 18 mesi venne assolto da ogni accusa.

## Carriera

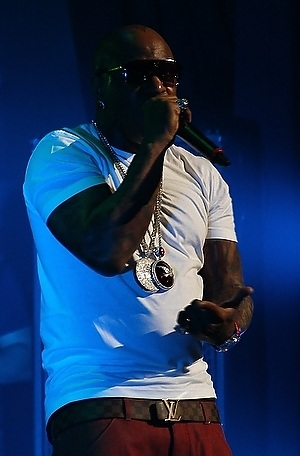
Birdman al Club Nokia

Agli inizi degli anni novanta due fratelli, Bryan Baby e Ronald Slim Williams fondarono la Cash Money Records, etichetta che dal 1990 al 1995 si fece un nome dando voce a molti artisti della scena di New Orleans come Mannie Fresh (deejay già famoso per lavori antecedenti con il rapper Gregory D), gli U.N.L.V. e molti altri, riscontrando un buon successo in Louisiana. È nel 1993 che Baby, a quei tempi conosciuto come B-32, ("Baby with the 32 Golds") pubblicò il suo primo album indipendente intitolato I Need A Bag Of Dope, completamente prodotto da Mannie Fresh. La possibilità di farsi un nome anche al di fuori della Louisiana nasce con il reclutamento di giovani talenti di New Orleans, prima B.G. e Lil Wayne nel 1995, poi Juvenile (già conosciuto nella scena cittadina) e Turk nel 1997.
È proprio in quell'anno che inizia l'epoca d'oro della Cash Money Millionaires, grazie al grande successo dei neo formati gruppi Big Tymers (Baby & Mannie Fresh) e gli Hot Boys (B.G., Juvenile, Lil Wayne & Turk) e i rispettivi album di debutto. La label di New Orleans rimane sulla cresta dell'onda nonostante i problemi interni che porta lo scioglimento degli Hot Boys, lasciando Lil Wayne unico superstite ancora legato all'etichetta che li ha fatti diventare famosi negli Stati Uniti. È in questo momento di difficoltà che Baby decide di puntare tutto sulla propria carriera solista e quella del figlio adottato Lil Wayne.
Il suo primo album ufficiale arriva nei negozi nel 2002, Birdman lanciato da singoli come What Happened To That Boy con i Clipse e Do That con P.Diddy, il tutto contornato in maggioranza dalle produzioni di Mannie Fresh e Jazze Pha. Tre anni dopo con il suo secondo album Fast Money Birdman da grande spazio alle qualità di un Lil Wayne in continuo miglioramento, da questo progetto nascono hit come Get Your Shine On e Neck Of The Woods. Nello stesso anno sempre a causa di incongruenze finanziarie Mannie Fresh abbandona la Cash Money lasciando Birdman e Lil Wayne senza l'icona e il fautore del successo della musica che ha reso grande la label. L'inizio della fine sembra vicino, ma la definitiva esplosione di Lil Wayne nel mondo hip hop dà le definitive certezze sulla forza dell'etichetta sul mercato.
Dopo l'ottimo successo dell'album come duo di Birdman e Lil Wayne Like Father, like Son del 2006, Bryan Williams torna ad occuparsi a tempo pieno delle finanze e della sua carriera solista, pubblicando nel 2007 5 * Stunna, divenuto famoso per la presenza del singolo 100 Million con DJ Khaled, Young Jeezy, Rick Ross e Lil Wayne, accompagnato da uno dei video più costosi nella storia della musica. Due anni dopo è il momento di Pricele$$, ricco di presenze degli artisti messi sotto contratto Young Money Entertainment, branca della Cash Money, con a capo Lil Wayne. Il futuro di Birdman è carico di progetti in cantiere, il quinto album Bigga Than Life come solista, l'attesissimo secondo capitolo di Like Father, like Son con Lil Wayne e un album in coppia con Rick Ross intitolato The H.
Secondo la rivista Forbes il suo patrimonio ammonta a 125 milioni di dollari (2012) e nel 2013 è risultato essere la quinta persona più redditizia nel campo dell'hip hop, avendo guadagnato 21 milioni di dollari nell'arco di un anno.
Nel 2014 Birdman ha iniziato a promuovere i rapper di Atlanta Young Thug e Rich Homie Quan. I due avevano già collaborato tra loro. Birdman ha pubblicato un singolo intitolato "Lifestyle" con Young Thug e Rich Homie Quan da un album di Rich Gang. Ha anche pubblicato un secondo mixtape Rich Gang dal titolo Rich Gang: Tha Tour Pt. 1. Il mix-tape non conteneva musica di artisti di Young Money o Cash Money, tranne Birdman stesso, e aveva invece guest di artisti come PeeWee Longway, Nipsey Hu$$le, Jacquees e Yung Ralph. Birdman, Young Thug e Rich Homie Quan avevano in programma un tour congiunto.
Birdman e Lil Wayne si erano presumibilmente riconciliati nel 2016 dopo essere stati visti al party di Drake, al Club Liv di Miami. Tuttavia, esiste ancora una controversia contrattuale, con quest'ultima che cerca di uscire dal contratto; nel 2016 Birdman ha interrotto i negoziati per risolvere la causa.
Birdman ha annunciato la data di uscita del suo mixtape con il suo protetto Jacquees il 26 aprile 2016. Questo è stato rilasciato il 27 maggio 2016.

## Vita privata
Birdman ha dieci fratelli e dodici sorelle, tra cui Ronald "Slim" Williams con cui ha fondato Cash Money Records. Una delle sorelle più giovani di Birdman, Tamara, è stata uccisa in un incidente d'auto nel 2006. Egli era molto legato a Tamara, considerandola quasi come una figlia,  avendola allevata lui stesso a causa della morte prematura della madre. Birdman ha allevato la sorella più giovane. Birdman aveva un fratellastro a cui era molto legato, Eldrick Wise, ucciso nel 1991.
Birdman ha due figli biologici, Bryan Jr. (nato nel 1997) e Bria (nato nel 1998). Sviluppò anche un forte legame con Lil Wayne, i due spesso si riferivano l'uno all'altro come padre e figlio.
Nel 2011 acquista per 8 milioni di dollari l'unico esemplare al mondo di Maybach Exelero.

## Questioni legali

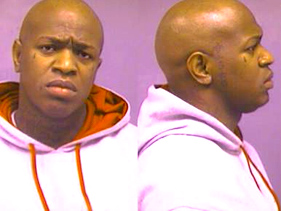
Il Mugshot nel 2007 dopo l'arresto

Nel novembre 2007, Birdman fu arrestato a Kingsport, nel Tennessee e accusato di possesso di quasi una libbra di marijuana.
Nell'ottobre 2009, Birdman, Lil Wayne, Cash Money Records e vari negozi di distribuzione musicale sono stati citati in giudizio per violazione del copyright da parte di Thomas Marasciullo, il quale afferma che la sua voce è stata utilizzata senza permesso. Entrambi i rapper gli hanno chiesto di registrare alcune "registrazioni di parole parlate in stile italiano" nel 2006. I testi sarebbero stati usati su "Respect" e su altri brani dell'album di collaborazione dei rapper Like Father, like Son e 5 * Stunna.

## Altre iniziative

### Attività petrolifera
All'inizio del 2010, Birdman ha costituito una società di esplorazione di petrolio e gas, Bronald Oil and Gas, LLC. La società era una joint venture fondata da Birdman e suo fratello Slim, il nome era una combinazione dei nomi dei fratelli, Bryan e Ronald. Le prove delle effettive operazioni commerciali della società erano scarse, limitate principalmente a un sito Web e alla comparsa di un tatuaggio "pumpjack" sul lato della testa di Birdman. Il sito web indicava che la strategia della società sarebbe stata quella di sviluppare prima i terreni esistenti e cercare nuovi contratti di locazione di petrolio e gas. Nel febbraio 2010, Birdman disse alla rivista Ozone di essere stato nel settore petrolifero per "4 o 5 anni" e che "guadagnava molto bene".
Tuttavia, a marzo 2010, Birdman aveva quasi completamente coperto il tatuaggio, che ha scatenato la speculazione che il progetto Bronald Oil si fosse bloccato. Un rapporto investigativo di Bloomberg rivelò che i regolatori ufficiali incaricati delle autorizzazioni per petrolio e gas non avevano mai sentito parlare di Bronald.

### Linea di abbigliamento
Il 27 aprile 2016 Birdman ha lanciato la linea di abbigliamento "Respek".

## Discografia

### Album

#### Solisti
- 2002 - Birdman
- 2005 - Fast Money
- 2007 - 5 * Stunna
- 2009 - Priceless

#### In collaborazione
- 2006 - Like Father, like Son (con Lil Wayne)
- 2013 - Rich Gang (con Rich Gang)
- 2019 - Just Another Gangsta (con Juvenile)

### Mixtape
- 2011 - Billionaire Minds (con Mack Maine)
- 2013 - Rich Gang: All Stars (con Rich Gang)
- 2013 - The H: The Lost Album Vol. 1 (con Rick Ross)
- 2014 - Rich Gang: Tha Tour Pt. 1 (con Rich Gang)
- 2016 - Lost At Sea (con Jacquees)
- 2018 - Lost At Sea 2 (con Jacquees)
- 2021 - From the Bayou (con YoungBoy Never Broke Again)